# Агарков, Алексей Михайлович
Алексе́й Миха́йлович Ага́рков (род. 6 апреля 1983, Волгоград) — российский ватерполист, мастер спорта, подвижный нападающий, капитан команды «Спартак-Волгоград».
В команде мастеров «Лукойл-Спартак» с 2001 года.
Обладатель LEN Euro Cup 2014 года в составе команды «Спартак-Волгоград».
Десятикратный чемпион России (2003, 2004, 2010, 2011, 2012, 2013, 2014, 2015, 2016, 2017), десятикратный обладатель Кубка России (2001, 2002, 2003, 2004, 2007. 2009, 2012, 2013, 2015, 2017) в составе команды «Спартак-Волгоград».
Обладатель Супер Кубка России 2017 года.
В сборной России играл с 2003 года по 2012 год. Участник чемпионатов Европы в Крайне (Словения, 2003 год, 4-е место), в Белграде (Сербия, 2006 год, 9-е место), в Малаге (Испания, 2008 год, 10-е место), в Загребе (Хорватия, 2010 год, 11-е место), чемпионатов мира в Монреале (Канада, 2005 год, 7-е место), в Мельбурне (Австралия, 2007 год, 7-е место). Участник Мировой лиги 2005, 2006, 2007, 2008 и 2009 годов.